# Fartområde
Fartområden är områden för sjöfart, där olika regler gäller för bemanning och för fartygs konstruktion och utrustning. Fartområdena definieras olika för olika ändamål, nedan behandlas fartområdena enligt vilken behörighet som krävs för befälhavaren.

## Fartområden inom EU
I det så kallade non-SOLAS-direktivet, som gäller för inrikes passagerartrafik inom EU, delas passagerarfartygen i klasser enligt fartområden A, B, C och D, där D och C avser trafik nära land i skyddade vatten, där risken för en signifikant våghöjd över 1,5 respektive 2,5 meter är mindre än tio procent, B trafik högst 20 nautiska mil från kusten och A övrig trafik.

## Fartområden i Norden
Nedan listas fartområdena som de är definierade i den svenska 1 kap. 3 § Förordning om behörigheter för sjöpersonal (2007:237) och finska Lag om fartygspersonal och säkerhetsorganisation för fartyg samt motsvarande norska fartområden.

### Finland
Inrikes fartFart i trafik mellan finska hamnar; med inrikes fart jämställs fart via Saima kanal och därtill direkt anslutna ryska vattenområden till Viborg samt fart mellan Vihrevoj och Viborg. Utrikestrafik på begränsat område kan i vissa fall på ansökan jämställas med jämförbar inrikestrafik.
- Fartområde 1: åar, älvar, kanaler, hamnar, sjöar samt sådana områden i den inre skärgården som inte direkt är utsatta för sjögång från öppna havet och dessutom korta oskyddade farledsavsnitt i den inre skärgården
- Fartområde 2: yttre skärgården och sådana skärgårdsområden som är direkt utsatta för sjögång från öppna havet
- Fartområde 3: öppna havsområden i inrikes fart

ÖstersjötrafikFart i trafik utanför området för inrikes fart på Östersjön inklusive Finska viken och Bottniska viken med latitudparallellen genom Skagen, 57° 44,8' nordlig bredd, som gräns mellan Danmark och Sverige mot Nordsjön.
NärtrafikFart i trafik utanför området för östersjötrafik på Nordsjön och därmed förbundna vatten, dock inte längre bort än 12° västlig längd i väster eller 48° nordlig bredd i söder eller 64° nordlig bredd i norr.
EuropatrafikFart i trafik utanför området för närtrafik, dock inte västligare än 12° västlig längd, sydligare än 30° nordlig bredd eller östligare än 45° östlig längd.
FjärrtrafikFart i trafik utanför området för närtrafik och utanför området för europatrafik.

### Norge
Som inrikes fart räknas fart inom Norge på insjöar och älvar samt inrikes fart längs kusten; fart på Svalbard och Jan Mayen räknas inte som inrikes fart. Inrikes fart är indelad i fem fartområden.
Fartområde 1Insjöar och älvar och det inre av fjordarna och annat farvatten, där man kan räkna med lugnt vatten.
Fartområde 2Område skyddat från sjö och vind från öppet hav.
Fartområde 3Inomskärs och längs kusten med sträckningar på högst 5 nautiska mil som är oskyddade för sjö och vind från öppet hav.
Fartområde 4Inomskärs och längs kusten med sträckningar på högst 25 nautiska mil som är oskyddade för sjö och vind från öppet hav.
Liten kustfartKustfart med längre sträckningar utsatta för sjö och vind från öppet hav, dock inte längre än 20 nautiska mil från "grundlinjen". Farvattnen kring Stadlandet räknas som liten kustfart.
Övrig fart räknas som utrikes fart.
Stor kustfartLiten kustfart och fart på svenska, danska och tyska farvatten österom en linje mellan Lindesnes och Limfjordens västmynning och västerom en linje mellan Karlskrona och Świnoujście.
Nordsjö- och ÖstersjöfartLiten kustfart, fart i Skagerrak, Kattegatt, Östersjön inklusive Bottniska viken och Finska viken, Nordsjön upp till 61° nordlig latitud samt fart på Storbritannien och Irland österom 8° västlig longitud och på Engelska kanalen österom en linje mellan Brest och Cork.
Europeisk fartAll fart innanför följande gränser: Vita havet, Svalbard, Jan Mayen, Island, Madeira, Azorerna, Kanarieöarna, Afrikas västkust norr om 30° nordlig latitud, Medelhavet och Svarta havet.
Kort internationell resaResa där fartyget inte avlägsnar sig mer än 200 nautiska mil från hamn eller annat ställe där passagerare eller besättning kan föras i säkerhet och där avståndet från sista hamn som anlöps i landet där resan börjar till sista bestämmelseort inte är längre än 600 nautiska mil.
Internationell resaResa mellan ett land som omfattas av sjösäkerhetskonventionen och ett land som inte omfattas.
OceanfartFrån en kontinent till en annan över något av världshaven.
Oinskränkt fartFart i alla farvatten.

### Sverige
Inre fartFart i trafik inom Sverige och utanför kusterna, dock högst en nautisk mil från en hamn eller annan plats där fartyget kan finna skydd, samt fart i Kalmarsund och nationell fart i Öresund. Som inre fart anses också fart i fartområde D, såsom detta definieras i fartygssäkerhetsförordningen (2003:438).
NärfartFart till och från orter vid Östersjön eller farvatten som har förbindelse med Östersjön, dock inte bortom linjen Hanstholm-Lindesnäs, samt fart genom Kielkanalen till Cuxhaven.
EuropafartFart från en punkt 68°0′N 14°0′Ö / 68.000°N 14.000°Ö - Shetlands nordpynt, därifrån                                västerut till 68°0′N 11°0′V / 68.000°N 11.000°V, längs denna longitud över Irlands västkust till 30°0′N 11°0′V / 30.000°N 11.000°V, därifrån österut längs denna latitud.
OceanfartAll annan fart än ovan angivna.

#### Fartområde A
Ett fartområde utanför områdena B, C, D och E. 

#### Fartområde B
Ett fartområde utanför områdena C, D och E och som vid medelvattenstånd sträcker sig högst 20 nautiska mil från strandlinjen. 

#### Fartområde C
Ett fartområde i förekommande fall utanför områdena D och E där sannolikheten för en signifikant våghöjd som överstiger 2,5 meter är mindre än 10 procent under en ettårsperiod för åretrunttrafik eller under en begränsad period av året för trafik endast under den perioden. Området får vid medelvattenstånd inte sträcka sig längre än 5 nautiska mil från strandlinjen. 

#### Fartområde D
Ett fartområde där sannolikheten för en signifikant våghöjd som överstiger 1,5 meter är mindre än 10 procent under en ettårsperiod för åretrunttrafik eller under en begränsad period av året för trafik endast under den perioden. Området får vid medelvattenstånd inte sträcka sig längre än 3 nautiska mil från strandlinjen.

#### Fartområde E
Ett fartområde som omfattar hamnar, floder, kanaler, insjöar och de områden i skärgård som erbjuder sjölä från påverkan av vågor från öppna havet samt skärgårdar i